# Vernonia urdanetensis
Vernonia urdanetensis là một loài thực vật có hoa trong họ Cúc. Loài này được Elmer miêu tả khoa học đầu tiên năm 1915.